# Andreas P. Pittler

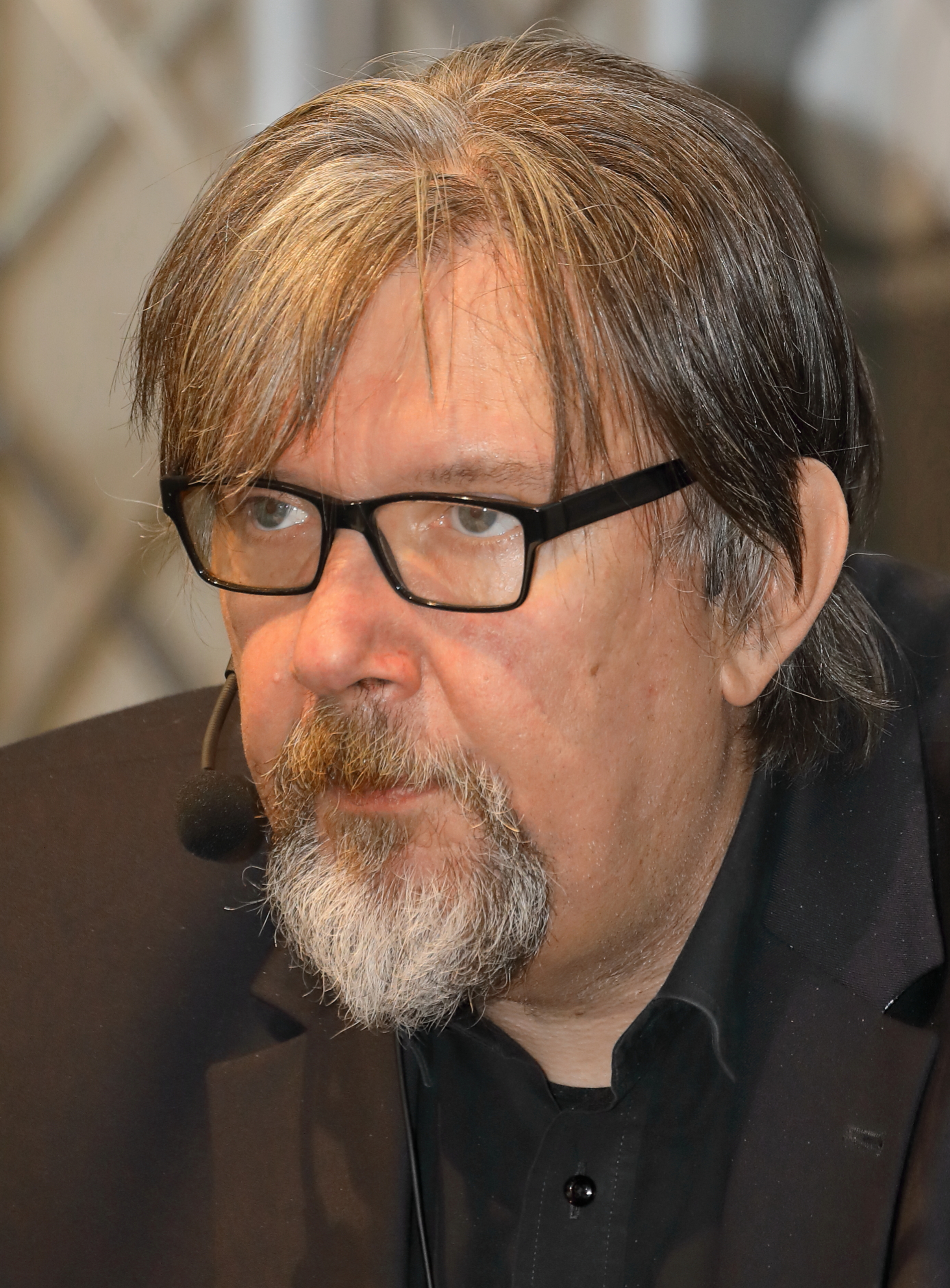
Andreas P. Pittler (2019)

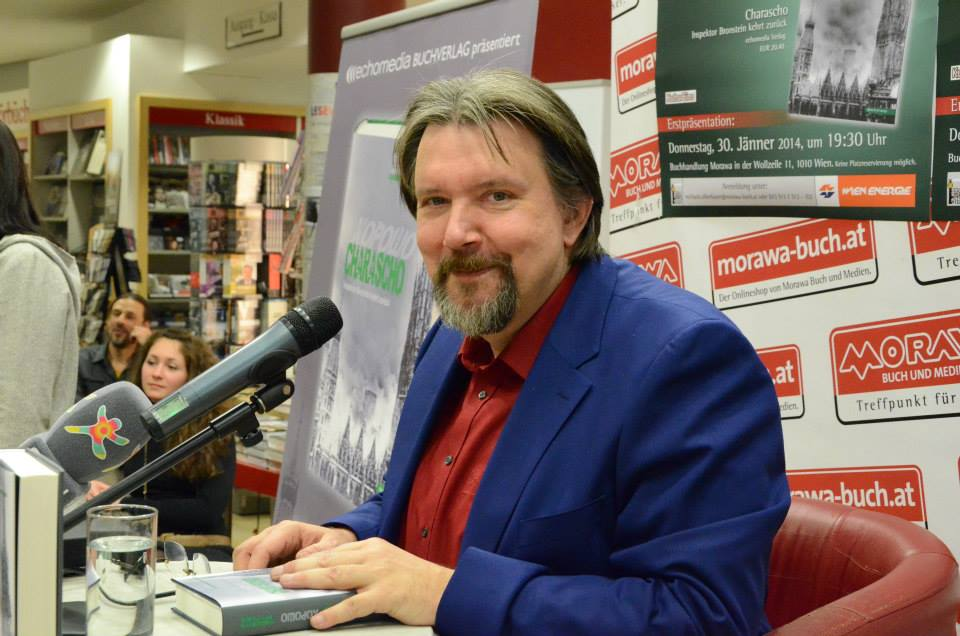
Andreas Pittler bei einer Buchpräsentation (2014)

Andreas P. Pittler (* 21. November 1964 in Wien) ist ein österreichischer Schriftsteller und Sachbuchautor. Seine Werke landen regelmäßig auf den österreichischen Bestsellerlisten und wurden bislang in acht Sprachen übersetzt.

## Leben
Pittler studierte an der Universität Wien Geschichte, Germanistik und Politikwissenschaft und wandte sich früh dem Journalismus zu. Zudem veröffentlichte er ab 1985 mehrere Sachbücher, unter denen Biographien über Bruno Kreisky, Samuel Beckett und die Komikertruppe Monty Python herausragen. Außerdem schrieb er über die Geschichte von Malta, Zypern und die Tschechische Republik. Einen Namen machte sich Pittler überdies als Kritiker, vor allem im Rahmen einer wöchentlichen Kolumne in der Wiener Zeitung. Mit Helena Verdel verfasste er weiters eine satirische Geschichte Österreichs und gab einen Reiseführer über Europas Kurbäder heraus.
Seit 1990 wandte sich Pittler mehr und mehr der Belletristik zu und publizierte in zahlreichen Literaturzeitschriften und Anthologien. Im Jahr 2000 erschien sein erster Roman, dem bislang 23 weitere folgten.
Pittlers Werke wurden in mehrere Sprachen übersetzt, so ins Englische, Französische, Katalanische, Slowenische und Serbokroatische. 2020 erfolgten Übersetzungen ins Tschechische, Estnische und Japanische. Er ist Mitglied etlicher literarischer Vereinigungen wie dem P.E.N.-Club und dem Syndikat.
Ab 2009 betreute Pittler gemeinsam mit Stefan Slupetzky die literarische Ecke der sonntägigen Radiosendung Trost und Rat von Willi Resetarits. Seit 2010 hat er zudem einen Lehrauftrag an der Donau-Universität Krems. Für die Jahre 2010 und 2011 gehört Pittler der Jury des Leo-Perutz-Preises der Stadt Wien an. Pittler ist verheiratet und lebt in Wien.
Im Februar 2012 wurde sein Roman Tinnef für den Friedrich Glauser-Preis nominiert. 2013 wurde mit der Übersetzung der Romane in andere Sprachen begonnen. So plant ein US-amerikanischer Verlag die englische Gesamtedition der Bronstein-Reihe, deren erster Band noch 2013 erschien. Seit 2014 liegt Zores zudem auf Serbokroatisch vor. Im Januar 2015 wurde Pittler in der Kurzgeschichtensparte für den "Homer"-Literaturpreis nominiert und mit dem "Homer" in Bronze ausgezeichnet. 2016 wurde sein Roman "Goodbye" für den Leo-Perutz-Preis der Stadt Wien nominiert.
Ab 2014 finden sich Pittlers Werke zudem regelmäßig auf den österreichischen Bestsellerlisten. "Charascho" stieg bis auf Platz 3 (News, 6. Februar 2014), "Wiener Bagage" sogar bis auf Platz 2 (Kurier, 21. Dezember 2014). "Goodbye" kam ebenfalls bis auf Platz 2 (Die Presse, 7. Februar 2015), "Das Totenschiff" (TV-Media, 15. Juli 2016) und "Wiener Kreuzweg" (Kurier, 26. Februar 2017) stiegen dann jeweils auf Platz 3, ehe "Wiener Auferstehung" im April 2018 auf Platz 1 der österreichischen Bestsellerliste (Die Presse, 21. April 2018) stand.

## Polizeioffizier David Bronstein
Die Hauptfigur in Pittlers Krimis ist der Polizeioffizier David Bronstein, der zwischen 1913 und 1938 verschiedene Kriminalfälle im Wien der ausgehenden Monarchie und der Ersten Republik zu lösen hat. Bronstein entstammt einer assimilierten jüdischen Familie und sieht sich selbst als Protestant. Doch ob des zu jener Zeit latenten Antisemitismus wird er immer wieder mit seiner Herkunft konfrontiert und muss sich, ob er nun will oder nicht, mit seiner Familiengeschichte auseinandersetzen. Seine Fälle löst er in der Regel mit einer gewissen gemütlichen Behäbigkeit (evident ist sein Hang zu gutem Essen, für das auch in kritischen Momenten Zeit sein muss), doch kann er, wenn es die Situation erfordert, auch derb und grob werden.
Eingebettet sind Bronsteins Fälle stets in ein für die österreichische Geschichte bedeutsames Ereignis, dessen Auswirkungen auch den jeweiligen Kriminalfall beeinflussen. In Tacheles (2008) gerät Bronstein im Rahmen seiner Ermittlungen in den Juliputsch von 1934, Ezzes (2009) spielt rund um den Justizpalastbrand von 1927, während Chuzpe (2010) zur Zeit der Ausrufung der Republik 1918 angesetzt ist. Im Roman Tinnef (2011) kommt der Affäre Redl eine besondere Rolle zu, und Zores (2012) hat das Ende Österreichs durch den sogenannten „Anschluss“ zum zentralen historischen Thema.
Bemerkenswert an Pittlers Bronstein-Pentalogie ist der Umstand, dass die Romane gleichsam contra-chronologisch publiziert wurden. Der Autor erklärt dies damit, dass man als Historiker immer tiefer graben müsse, um an die Wurzel eines gesellschaftlichen Problems zu kommen. Der Untergang Österreichs sei mithin die Folge der politischen Fehler, die in Österreich seit den Zeiten der Monarchie gemacht wurden.
Eine sprachliche Besonderheit in Pittlers Bronstein-Romanen ist die umfangreiche Verwendung des Wiener Dialekts, wobei der Autor genau darauf achtet, die unterschiedlichen Facetten dieses lokalen Idioms herauszuarbeiten. Die Kutscher, Hausmeister oder Dienstboten sprechen eben auch im Dialekt eine andere Sprache als die Beamten, Offiziere oder Bankiers. Schließlich outet sich Pittler in seinen Werken als Anhänger der Methoden Umberto Ecos, denn in jedem einzelnen Roman sind zahlreiche kleine Referenzen an große Werke der Weltliteratur enthalten, die Pittler zumeist Nebenfiguren in den Mund legt. Die Palette reicht hier von Thomas Bernhard über Christa Wolf bis zu Samuel Beckett.

## Werke
- Kärntner Hochzeit. Gmeiner, Meßkirch 2025. ISBN 978-3-8392-0791-8
- Best of Pittler. Drava, Klagenfurt 2024. ISBN 978-3991380986
- Kärntner Ritterspiel. Gmeiner, Meßkirch 2024. ISBN  978-3839206034
- Geschichte der Türkei. Papyrossa, Köln 2023. ISBN 978-3839203620
- Kärntner Finale. Gmeiner, Meßkirch 2023. ISBN 978-3-8392-0362-0
- Immer, wenn sie Krimis schrieben. Drava, Klagenfurt 2022. ISBN 978-3-99138-011-5
- Geschichte Irlands. Papyrossa, Köln 2022. ISBN 978-3-89438-799-0
- Vienna Dschihad. echomedia, Wien 2021, ISBN 9783903989184
- Wiener Triptychon. echomedia, Wien 2021, ISBN 978-3-903989-11-5.
- Schatten aus Stein. Ueberreuter, Wien 2020. ISBN 978-3800080021
- Wiener Himmelfahrt. echomedia, Wien 2019. ISBN 9783903113442
- Bronstein. Gmeiner, Meßkirch 2019. ISBN 978-3839224366
- Monty Python. Reclam, Ditzingen 2019, ISBN 978-3150205266
- Geschichte Österreichs. Papyrossa, Köln 2018, ISBN 978-3894386795
- Wiener Auferstehung. echomedia, Wien 2018. ISBN 978-3903113220
- Die Spur der Ikonen. Gmeiner, Meßkirch 2017. ISBN 978-3839220405
- Wiener Kreuzweg. echomedia, Wien 2017. ISBN 978-3-903113-12-1
- Das Totenschiff. Mandelbaum, Wien 2016, ISBN 978-3-85476-494-6
- Tod im Hamam. Wieser, Klagenfurt 2016, ISBN 978-3-99029-179-5
- Der göttliche Plan. Gmeiner, Meßkirch 2016, ISBN 978-3-8392-1821-1
- Goodbye. echomedia, Wien 2015, ISBN 978-3-902900-74-6
- Wiener Bagage. Gmeiner, Meßkirch 2014, ISBN 978-3-8392-1625-5
- Charascho. echomedia, Wien 2014, ISBN 978-3-902900-52-4
- Der Fluch der Sirte. echomedia, Wien 2013, ISBN 978-3-902900-20-3
- Zores. echomedia, Wien 2012, ISBN 978-3-902672-82-7
- Karl Seitz. Gerold, Wien 2011, ISBN 978-3950263190
- Cajetan Felder. Gerold, Wien 2011, ISBN 978-3-9502631-8-3
- Theodor Körner. Gerold, Wien 2011, ISBN 978-3-9502631-7-6
- Jakob Reumann. Gerold, Wien 2011, ISBN 978-3-9502631-6-9
- Mischpoche. Gmeiner, Meßkirch 2011, ISBN 978-3-8392-1188-5
- Tinnef. echomedia, Wien 2011, ISBN 978-3-902672-35-3
- Das Bruno Kreisky Album. EWH, Wien 2010, ISBN 978-3-9502845-9-1
- Der große Traum von Freiheit, zus. mit Helena Verdel. Promedia, Wien 2010, ISBN 978-3-85371-319-8
- Chuzpe. echomedia, Wien 2010, ISBN 978-3-902672-22-3
- Ezzes. echomedia, Wien 2009, ISBN 978-3-902672-08-7
- Tacheles. echomedia, Wien 2008, ISBN 978-3-901761-87-4
- Das Dokument. Wieser, Klagenfurt 2006, ISBN 3-85129-621-4.
- Samuel Beckett. Dt. Taschenbuch-Verlag, München 2006, ISBN 978-3-423-31082-6.
- So weit, so gut!. Wieser, Klagenfurt 2004, ISBN 3-85129-474-2.
- Tschechien, Slowakei. Wieser, Klagenfurt c 2004, ISBN 3-85129-417-3.
- Zypern. Wieser, Klagenfurt 2003, ISBN 3-85129-419-X.
- Serbische Bohnen. Wieser, Klagenfurt 2003, ISBN 3-85129-411-4.
- Von der Donaumonarchie zum vereinten Europa. Wieser, Klagenfurt 2003, ISBN 3-85129-409-2.
- Die Bürgermeister Wiens. Ueberreuter, Wien 2003, ISBN 3-8000-3873-0.
- Faszination Formel 1. Aurora, Wien 2002, ISBN 3-9501566-0-7.
- Tod im Schnee. Wieser, Klagenfurt; Wien; Ljuljana; Sarajevo c 2002, ISBN 3-85129-378-9.
- Der Sommer der großen Erwartungen. Resistenz, Linz 2001. ISBN 978-3852850603
- Der Sündenbock. Wieser, Klagenfurt; Wien; Ljubljana; Sarajevo c 2000, ISBN 3-85129-347-9.
- Alfred Gusenbauer. Molden, Wien 2000, ISBN 3-85485-049-2.
- Schottland, als Hrsg. Wieser, Klagenfurt 2000, ISBN 3-85129-326-6.
- Von Ötzi bis Big Bruno, zus. mit Helena Verdel. Ueberreuter, Wien 1999, ISBN 3-8000-3722-X.
- Dublin, als Hrsg. Wieser, Klagenfurt 1998, ISBN 3-85129-261-8.
- Rowan Atkinson, "Mr. Bean". Heyne, München 1998, ISBN 3-453-14058-3.
- Monty Python. Heyne, München 1997, ISBN 3-453-12422-7.
- Bruno Kreisky. Rowohlt, Reinbek bei Hamburg 1996, ISBN 3-499-50583-5.
- Eines Abends vor Troja. Frieling, Berlin 1994, ISBN 3-89009-573-9.

als Herausgeber
- Kurbäder. Wieser, Klagenfurt 2003, ISBN 3-85129-393-2
- Weiter Osten. Wieser, Klagenfurt 2002, ISBN 3-85129-400-9.
- Zwischen Feder und Fahne. Picus, Wien 1993, ISBN 3-85452-249-5.
- Prosa-Land Österreich. Wieser, Klagenfurt; Salzburg c 1992, ISBN 3-85129-067-4.
- Spurensuche. ÖBV, Wien 1990, ISBN 3-215-07447-8.

## Hörbücher
- Der Fluch der Sirte. Sprecher: Andreas Pittler, Mono Verlag, Wien 2013. ISBN 978-3-902727-43-5

## Auszeichnungen
- 2004 Silbernes Ehrenzeichen für Verdienste um die Republik Österreich
- 2015 Bronzener Homer für Othello in Favoriten in der Kategorie „Historische Kurzgeschichte“
- 2016 Verleihung des Berufstitels "Professor"
- 2021 Verleihung der Rosa Jochmann-Plakette